# Bjorn Blauwhof
Bjorn Blauwhof (né le 10 décembre 1990 à Amstelveen) est un athlète néerlandais, spécialiste du 400 m.
Il établit en 3 min 2 s 37, le record national du relais 4 x 400 m le 25 juin 2017 à Villeneuve-d'Ascq, avec Maarten Stuivenberg, Liemarvin Bonevacia et Terrence Agard.

## Lien d'externe
- Fiche de sa fédération nationale